# مرافعة

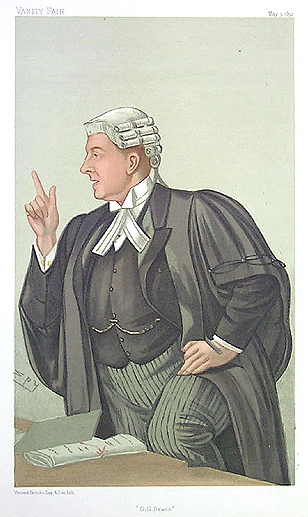
محامي بريطاني يرافع (رسم كاريكاتيري ليزلي وارد نُشر في المجلة البريطانية معرض الغرور، 9 مايو 1891).

يمكن أن تعرف المرافعة بأنها ما يبديه المحامي أو المدعي العام أمام المحكمة من دفاع أو اتهام في قضية معينة وذلك لعرض حجج كل خصم من الخصوم في الدعوى أمام المحكمة.
وتأتى اهمية المرافعة في كونها تمكن القضاة من الوقوف على تفاصيل الدعوى وما تحتويه اوراقها من معاني ومفاهيم لا تتضح إلا بمرافعة طرفى الدعوى وعرض وجهة نظر كلا منهم فيما تحتويه الدعوى من وقائع وأوراق وتنقسم المرافعة إلى قسمين المرافعة الشفوية والمرافعة المكتوبة، أما عن المرافعة الشفوية فهي التي يؤديها المترافع شفاهة وعلى نحو ارتجالي أمام المحكمة والمرافعة المكتوبة هي التي يقدمها المحامي كتابة على شكل مطالعة بحيث تكون معدة مسبقاً ويكتفي المحامي بطلب ضمها إلى ضبط الجلسة.